# Bandiera destra di Sonid
La bandiera destra di Sonid (苏尼特右旗S, Sūnítè Yòu QíP) è una bandiera della Cina, situata nella regione autonoma della Mongolia Interna e amministrata dalla lega di Xilin Gol.
Per alcuni mesi nel 1945 fu la capitale della Repubblica Popolare della Mongolia Interna, prima che fosse presa in consegna dal Partito Comunista Cinese.